# 浩劫重生
是一部2000年二十世紀福斯影業與夢工廠發行、由羅勃·辛密克斯執導、湯姆·漢克主演的美国災難劇情片。內容讲述聯邦快遞公司一名員工在南太平洋上空遇難墜機流浪到荒島的故事，故事與《魯賓遜漂流記》類似。影片的主要取景地位于斐济馬馬努薩群島的莫努里基岛。
該片的標語為「在世界的盡頭，他開始了他的旅程」（At the edge of the world, his journey begins）。電影上映後票房賣座，獲得好評如潮，其中湯姆·漢克的演技尤其獲得讚譽。湯姆·漢克飾演的主角與被命名為「威爾森」的排球互動的橋段，日後也時而成為影視戲仿的片段。

## 剧情
在1995年的12月，Chuck Noland是一位在聯邦快遞擔任系统分析员和主管，常常要奔波各地解決生產效率問題。他和他的女朋友Kelly Frears一起住在美國田纳西州的孟菲斯市。在一次聖誕大餐中，Chuck被叫去马来西亚處理一個燙手的問題。在他出發前，Kelly送給他一個她祖父的舊懷錶，裡面夾著她的照片。而Chuck則回送她一個小禮盒，告訴她新年夜晚他回來時再打開，暗指裡頭有一枚求婚戒指。然而，他搭乘的聯邦快遞貨機在一場狂風暴雨中失控墜落到太平洋。Chuck是唯一倖存下來的人，他乘著一個充氣救生艇逃出，但在這過程中失去了求救訊號發射器。第二天，他被沖到一個無人島上。
隨著聯邦快遞的包裹一個個漂到海邊，他將它們一一撿起來並整理好，但並沒有開啟。其中一位機師Albert Miller的遺體也被沖上岸邊。Chuck把他埋葬起來，並在墓地上頭的大石頭上寫下墓誌銘。在接下來的日子，Chuck苦無食物和水源。當他在遠處看見一艘船的燈光，Chuck企圖乘著救生艇逃走，但巨大的浪潮將他拍到珊瑚礁上，使Chuck的腿受到嚴重的割傷。
意識到自己可能會被困在這裡，Chuck開始拆大部分的包裹，找到一些有用的物品來改善他的生活狀況。但他並沒有打開一個印有金色天使翅膀的包裹。在他試圖生火的過程中，Chuck割破了自己的手，一時之氣將幾樣物品包括一個Wilson排球拋出，結果留下了血手印。待他冷靜下來後，Chuck在血手印上畫出一張臉，將排球取名為"Wilson"，並開始跟它說話。忍受著持續的牙疼後，Chuck最後只好用一塊石頭和一個冰鞋，硬是自己動手拔掉自己的牙齒。
四年後，Chuck的頭髮已經長得飄逸，滿臉鬍鬚，人也瘦得只剩骨頭，已經習慣了在島上獨自生活。當一個可攜式廁所的部件漂到岸上，Chuck開始動手打造一個木筏，並將那塊塑膠用作帆。他從樹上取下纖維編成繩子，並在那塊他畫上金色天使翅膀的塑膠帆的幫助下，把他的物品和那個未拆封的包裹一起裝上木筏，開始他的海上生活。Chuck經過一場風暴後倖存下來，但是在風暴過後，Wilson卻從木筏上滾落，漂流走了。Chuck努力想要去救Wilson，但是卻無法達成，只能痛心地接受Wilson的離去。不久後，一艘經過的貨輪發現了他，將他救了起來。
四週後，整理得井井有條且乾淨利落的Chuck回到了文明社會，他發現他的家人和朋友都以為他已經去世了。稍後，在聯邦快遞孟菲斯總部舉行的一場盛大歡迎派對上，他得知Kelly已經嫁人了，還生了個女兒。有一晚去看Kelly，他們熱烈地接吻，並在Chuck開車離開前互相表白。但他們很快就明白，她必須回家，於是兩人各走各路。
Chuck開車到德州，打算將那個印有天使翅膀的包裹送回給寄件人。因為沒人在家，他就把包裹放在門口，並附上一張字條說這個包裹救了他的命。他駕著車離開，停在一個偏遠的路口。一名開皮卡車的女子停下來問Chuck是否迷路後，再向他說明每條路會通往哪裡。當她駕車離去時，Chuck注意到她車尾板上畫有兩個天使翅膀。他看著每條路，嘗試決定該往哪走。然後他望著那個女子離去的方向，露出了笑容。
番外篇：電影贊助商Fedex在後續推出的廣告中，收件人在主角面前拆開了包裹，並告訴他Just a satellite phone, GPS locator, water purifier pills and some seeds...you know silly stuff. Oh... that is just brutal.(只是一部衛星電話、GPS 定位器、淨水藥丸和一些種子……你知道這些愚蠢的東西....)

## 演員
- 湯姆·漢克：查克.諾蘭德
- 海倫·杭特：凱莉.費爾斯
- Geoffrey Blake（英语：Geoffrey Blake (actor)）：Maynard Graham
- Jenifer Lewis（英语：Jenifer Lewis）：Becca Twig
- 克里斯·诺斯：Jerry Lovett
- 尼克·西塞：史丹
- 排球：Ｗilson

聯邦快遞創辦人暨總裁弗雷德里克·W·史密斯亦有客串。

## 製作
主體拍攝於1999年1月22開始，拍攝地包含俄罗斯、纳什维尔、洛杉矶和斐濟。

## 發行

### 評價
爛番茄新鮮度90%，基於154條評論，平均分為7.4/10，而在Metacritic上得到73分，IMDB上得7.7分，收穫普遍好評。

### 票房
在北美，電影於2,774家劇院上映，首週末收穫28,883,406美元，平均每家戲院進帳10,412美元。最終北美票房總計233,632,142美元，其他國家收益196,000,000美元，全球總計為429,632,142美元，遠高於其9000萬美元的生產預算。

## 荣誉

### 獲獎
- 第58届金球獎（英语：58th Golden Globe Awards）[7]最佳剧情片男主角：湯姆·漢克斯

### 提名
- 第73屆奧斯卡獎[8]：最佳男主角（湯姆·漢克斯）、最佳混音（Randy Thom，Tom Johnson，Dennis S. Sands和William B. Kaplan）
- 第7屆美国演員工會獎（英语：7th Screen Actors Guild Awards）[9]：最佳男主角（湯姆·漢克斯）
- 第54届英国电影学院奖（英语：54th British Academy Film Awards）[10]最佳男主角：湯姆·漢克斯
- 美國電影學會[11]：2006年AFI百年百大勵志電影提名

## 影响
《浩劫重生》一片的熱映，也連帶炒紅了兩個在片中出現過的商品品牌，包括：
- 聯邦快遞（聯邦快遞）：主角所搭乘的失事貨機所屬之快遞公司。片尾他帶著伴隨其在荒島上渡過多年歲月、繪有一對翅膀圖樣的包裹送抵收件人住處，呼應了該公司的企業口號「使命必達」。
- 威爾森運動用品（Wilson Sporting Goods）：主角在墜毀的貨機所漂流出的貨物中撿到一顆威爾森牌的排球，並在球上繪製了一張笑臉，替其取名為「威爾森」（Wilson the Volleyball），把它當作是荒島漂流歲月中唯一的伴侶，與它交談、傾訴。威爾森在主角駕著木筏逃出孤島時意外落水漂遠，主角曾一度下水搶救但徒勞無功，其傷心欲絕大喊「Wilson」之名的畫面，成為該片著名的片段之一，與經常被其他影片模仿或揶揄的段落（例如在電影《衝出封鎖線》（Behind Enemy Lines）中，男主角歐文·威爾森在他的橄欖球飛出卡爾文森號航空母艦的飛行甲板時，就是同樣大喊「Wilson」之名；日本動漫《咒術迴戰》動畫版第11話，劇中主角虎杖悠仁與吉野順平交流時，亦曾戲仿主角吶喊「Wilson」之名的場面）。

## 外部連結
- 互联网电影数据库（IMDb）上《浩劫重生》的资料（英文）
- AllMovie上《浩劫重生》的资料（英文）
- 爛番茄上《浩劫重生》的資料（英文）
- 豆瓣电影上《浩劫重生》的資料 （简体中文）
- Box Office Mojo上《浩劫重生》的資料（英文）
- Metacritic上《浩劫重生》的資料（英文）